# Gabriela Pantůčková
Gabriela Pantůčková (* 10. Februar 1995 in Brünn) ist eine tschechische Tennisspielerin. Sie ist die ältere Schwester von Magdaléna Pantůčková, die ebenfalls professionell Tennis spielt.

## Karriere
Pantůčkovás spielt laut ITF-Profil ebenso gern auf Sand- wie auf Hartplätzen. Bisher bestreitet sie überwiegend Turniere auf der ITF Women’s World Tennis Tour, bei der sie bereits 13 Titel im Einzel und zwei im Doppel gewann.
In der deutschen 2. Tennis-Bundesliga spielte sie 2019 für die MBB-Sportgemeinschaft Manching.
Ihr bislang letztes internationale Turnier spielte Pantůčková im September 2019. Sie wird daher nicht mehr in der Weltrangliste geführt.

## Turniersiege

### Einzel
| Nr. | Datum              | Turnier   | Kategorie   | Belag | Finalgegnerin          | Ergebnis         |
| --- | ------------------ | --------- | ----------- | ----- | ---------------------- | ---------------- |
| 1.  | 17. August 2014    | Brčko     | ITF $10.000 | Sand  | Barbora Štefková       | 6:75, 7:66, 6:3  |
| 2.  | 24. August 2014    | Vinkovci  | ITF $10.000 | Sand  | Iva Mekovec            | 6:3, 3:6, 6:4    |
| 3.  | 21. September 2014 | Bol       | ITF $10.000 | Sand  | Tena Lukas             | 2:6, 6:4, 6:2    |
| 4.  | 26. April 2015     | Bol       | ITF $10.000 | Sand  | Iva Mekovec            | 1:6, 6:3, 6:4    |
| 5.  | 13. Juni 2015      | Bol       | ITF $10.000 | Sand  | Sally Peers            | 6:3, 6:2         |
| 6.  | 15. Mai 2016       | Bol       | ITF $10.000 | Sand  | Kathinka von Deichmann | 7:5, 7:5         |
| 7.  | 12. Juni 2016      | Velenje   | ITF $10.000 | Sand  | Kaja Juvan             | 4:6, 6:2, 6:0    |
| 8.  | 9. Oktober 2016    | Bol       | ITF $10.000 | Sand  | Nina Potočnik          | 6:0, 6:3         |
| 9.  | 23. Oktober 2016   | Bol       | ITF $10.000 | Sand  | Ani Mijacika           | 6:3, 6:2         |
| 10. | 16. Juni 2018      | Přerov    | ITF $15.000 | Sand  | Magdaléna Pantůčková   | 6:4, 6:0         |
| 11. | 8. Juli 2018       | Prokuplje | ITF $15.000 | Sand  | Lea Bošković           | 6:2, 2:6, 6:3    |
| 12. | 15. Juli 2018      | Prokuplje | ITF $15.000 | Sand  | Lea Bošković           | 6:3, 6:0         |
| 13. | 25. August 2018    | Budapest  | ITF $15.000 | Sand  | Magdaléna Pantůčková   | 6:3, 3:0 Aufgabe |

### Doppel
| Nr. | Datum         | Turnier    | Kategorie   | Belag | Partnerin            | Finalgegnerinnen              | Ergebnis         |
| --- | ------------- | ---------- | ----------- | ----- | -------------------- | ----------------------------- | ---------------- |
| 1.  | 14. Juni 2014 | Banja Luka | ITF $10.000 | Sand  | Barbora Štefková     | Anita Husarić Daiana Negreanu | kampflos         |
| 2.  | 12. Juni 2016 | Velenje    | ITF $10.000 | Sand  | Magdaléna Pantůčková | Manca Pislak Polona Reberšak  | 4:6, 7:60, 13:11 |